# Рожнув (Малопольське воєводство)
Рожнув (пол. Rożnów) — село в Польщі, у гміні Городок-над-Дунайцем Новосондецького повіту Малопольського воєводства.
Населення — 1969 осіб (2011).

## Демографія
Демографічна структура станом на 31 березня 2011 року:
|          | Загалом | Допрацездатний вік | Працездатний вік | Постпрацездатний вік |
| -------- | ------- | ------------------ | ---------------- | -------------------- |
| Чоловіки | 975     | 247                | 631              | 97                   |
| Жінки    | 994     | 237                | 559              | 198                  |
| Разом    | 1969    | 484                | 1190             | 295                  |